# Gheorghe Zlăvog
Gheorghe Zlăvog (n. 22 octombrie 1952, Ipotești, Olt) este un fost senator român în legislatura 2000-2004 ales în județul Olt pe listele partidului PRM. La data de 15 ianuarie 2001 a fost validat ca senator și l-a înlocuit pe senatorul Jenel Copilău.